# خوسيه بيسارودونا
خوسيه بيسارودونا (بالإسبانية: José Pesarrodona)‏ مواليد 01 فبراير 1946 في إسبانيا، هو دراج إسباني سابق في صنف سباق الدراجات على الطريق.

## سباقات أو مراحل فاز بها
- طواف إسبانيا
- طواف سويسرا

## روابط خارجية
- خوسيه بيسارودونا على موقع أرشيف الدراجات (الإنجليزية)
- خوسيه بيسارودونا على موقع إحصائيات الدراجات الإحترافية (الإنجليزية)
- خوسيه بيسارودونا على موقع CycleBase (الإنجليزية)